# Waldemar Zausz
Waldemar Krzysztof Zausz (ur. 5 marca 1952 we Wrocławiu) – polski judoka, olimpijczyk z Montrealu 1976.
Karierę sportową rozpoczął w roku 1962 od pływania, aby w roku 1967 już ostatecznie poświęcić się tylko judo. Był zawodnikiem Gwardii Wrocław. 
Pierwszy sukces na arenie międzynarodowej odniósł w roku 1970 zdobywając brązowy medal mistrzostw Europy juniorów (kategoria 93 kg).
Wielokrotny medalista mistrzostw Polski:
- złoty
  - w kategorii ciężkiej (95 kg) w latach 1973–1977, 1979
  - w kategorii open 1975, 1976, 1979.
- srebrny
  - w kategorii ciężkiej w latach 1980, 1982
- brązowy
  - w kategorii ciężkiej w latach 1970, 1972, 1978, 1983
  - w kategorii open w roku 1980

Uczestnik mistrzostw Europy w 1976 roku w Kijowie, podczas których zajął 5. miejsce w kategorii open.
Na igrzyskach olimpijskich w Montrealu wystartował w kategorii ciężkiej oraz w kategorii open. W obu kategoriach odpadł w eliminacjach przegrywając pierwsze walki.